# Краснокутский район (Саратовская область)
Красноку́тский райо́н — административно-территориальная единица (район) и муниципальное образование (муниципальный район) в Саратовской области России.
Административный центр — город Красный Кут.

## География
Район расположен в южной части Левобережья, на северной окраине Прикаспийской низменности в зоне сухих степей, в бассейне реки Еруслан, на Сыртовой равнине.
Район граничит с запада с Ровенским районом и Энгельсским, с севера с Советским районом, с северо-востока с Фёдоровским районом, с юго-востока с Питерским районом. На юге район граничит со Старополтавским районом Волгоградской области.
Протяжённость автодорог общего пользования с твёрдым покрытием — 223 км.

## История
- Образован 7 сентября 1941 года в составе Саратовской области в результате ликвидации АССР немцев Поволжья и преобразования из Краснокутского кантона.
- 16 октября 1942 г. постановлением ПВС РСФСР территория мясомолочного совхоза № 105 Безымянский район Саратовской области была передана в Краснокутский район.
- В 1959 году в состав района вошла территория упразднённого Комсомольского района.

## Население
| 1959    | 1970    | 1979    | 1989    | 2002    | 2009    | 2010    |
| ------- | ------- | ------- | ------- | ------- | ------- | ------- |
| 37 776  | ↗39 706 | ↘38 108 | ↘37 682 | ↘36 445 | ↘34 723 | ↘34 676 |
| 2011    | 2012    | 2013    | 2014    | 2015    | 2016    | 2017    |
| ↘34 607 | ↘34 428 | ↘34 346 | ↘34 246 | ↘34 181 | ↗34 242 | ↘33 945 |
| 2018    | 2019    | 2020    | 2021    |         |         |         |
| ↘33 449 | ↘33 075 | ↘32 574 | ↘31 470 |         |         |         |

### Урбанизация
В городских условиях (город Красный Кут) проживают  45,43 % населения района.

## Муниципально-территориальное устройство
В Краснокутский муниципальный район входят 12 муниципальных образований, в том числе 1 городское поселение и 11 сельских поселений:
| №        | Муниципальное образование                   | Административный центр | Количество населённых пунктов | Население | Площадь, км2 |
| -------- | ------------------------------------------- | ---------------------- | ----------------------------- | --------- | ------------ |
| 1e-06    | Городское поселение:                        |                        |                               |           |              |
| 1        | муниципальное образование город Красный Кут | город Красный Кут      | 7                             | ↘17 214   | 230,14       |
| 1.000002 | Сельские поселения:                         |                        |                               |           |              |
| 2        | Дьяковское муниципальное образование        | село Дьяковка          | 1                             | ↘999      | 359,98       |
| 3        | Ждановское муниципальное образование        | село Ждановка          | 2                             | ↘1125     | 155,18       |
| 4        | Журавлёвское муниципальное образование      | село Журавлёвка        | 4                             | ↗1278     | 290,86       |
| 5        | Интернациональное муниципальное образование | село Интернациональное | 7                             | ↘1408     | 300,61       |
| 6        | Комсомольское муниципальное образование     | село Комсомольское     | 3                             | ↘887      | 160,83       |
| 7        | Лавровское муниципальное образование        | село Лавровка          | 3                             | ↘1012     | 165,07       |
| 8        | Лебедёвское муниципальное образование       | село Лебедёвка         | 3                             | ↘1430     | 231,17       |
| 9        | Логиновское муниципальное образование       | село Логиновка         | 4                             | ↘1757     | 213,89       |
| 10       | Первомайское муниципальное образование      | село Первомайское      | 2                             | ↗1957     | 232,99       |
| 11       | Усатовское муниципальное образование        | село Усатово           | 3                             | ↘1389     | 296,82       |
| 12       | Чкаловское муниципальное образование        | село Чкалово           | 3                             | ↘1014     | 292,01       |

В рамках организации местного самоуправления в 2005 году в новообразованном муниципальном районе были созданы 1 городское и 12 сельских поселений.  В 2013 году было упразднено Верхнеерусланское муниципальное образование (включено в муниципальное образование город Красный Кут).

## Населённые пункты
В Краснокутском районе 42 населённых пункта, в том числе 41 сельский и 1 город.
| №  | Населённый пункт  | Тип                     | Население | Муниципальное образование |
| -- | ----------------- | ----------------------- | --------- | ------------------------- |
| 1  | Ахмат             | село                    | ↗1189     | Первомайское              |
| 2  | Балтийка          | село                    | ↗172      | Журавлёвское              |
| 3  | Верхний Еруслан   | село                    | ↗831      | город Красный Кут         |
| 4  | Владимировка      | село                    | ↗331      | Журавлёвское              |
| 5  | Ворошилово        | село                    | 10        | Интернациональное         |
| 6  | Горецкое          | село                    | 10        | Лавровское                |
| 7  | Дегтяревка        | село                    | 31        | Чкаловское                |
| 8  | Дьяковка          | село                    | ↘999      | Дьяковское                |
| 9  | Дьяконовка        | село                    | ↘128      | Логиновское               |
| 10 | Ждановка          | село                    | ↘907      | Ждановское                |
| 11 | Журавлёвка        | село                    | ↘286      | Журавлёвское              |
| 12 | Загородный        | посёлок                 | ↘1154     | город Красный Кут         |
| 13 | Зооветтехникум    | посёлок                 | ↘367      | город Красный Кут         |
| 14 | Ильинка           | село                    | 51        | Интернациональное         |
| 15 | Интернациональное | село                    | ↘831      | Интернациональное         |
| 16 | Калинино          | село                    | 0         | Интернациональное         |
| 17 | Карпёнка          | село                    | ↘641      | Лебедёвское               |
| 18 | Кирово            | село                    | ↘762      | Усатовское                |
| 19 | Коммунист         | село                    | 9         | Интернациональное         |
| 20 | Комсомольское     | село                    | ↗1056     | Комсомольское             |
| 21 | Константиновка    | село                    | ↘545      | Логиновское               |
| 22 | Красный Кут       | город                   | ↗14 296   | город Красный Кут         |
| 23 | Лавровка          | село                    | →950      | Лавровское                |
| 24 | Лебедёвка         | село                    | ↘827      | Лебедёвское               |
| 25 | Лепехинка         | село                    | ↘705      | Чкаловское                |
| 26 | Логиновка         | село                    | ↘797      | Логиновское               |
| 27 | Норки             | село                    | ↘622      | город Красный Кут         |
| 28 | Первомайское      | село                    | ↘912      | Первомайское              |
| 29 | Пшеничное         | село                    | ↗232      | Лавровское                |
| 30 | Рекорд            | село                    | ↗714      | Интернациональное         |
| 31 | Репное            | село                    | ↘360      | Ждановское                |
| 32 | Розовка           | село                    | ↘121      | Лебедёвское               |
| 33 | Рудня             | село                    | ↗324      | Логиновское               |
| 34 | Семенной          | посёлок                 | ↘495      | город Красный Кут         |
| 35 | Солянка           | село                    | 0         | Комсомольское             |
| 36 | Тимофеево         | станция                 | 56        | Комсомольское             |
| 37 | Усатово           | село                    | ↗1004     | Усатовское                |
| 38 | Усатовский        | железнодорожный разъезд |           | Усатовское                |
| 39 | Хлебный           | железнодорожный разъезд | 0         | город Красный Кут         |
| 40 | Чкалово           | село                    | ↘892      | Чкаловское                |
| 41 | Шишки             | село                    | 0         | Интернациональное         |
| 42 | Ямское            | село                    | ↗638      | Журавлёвское              |

## Экономика
Район преимущественно сельскохозяйственный, производится продукция животноводства, зерновые культуры и корма на орошении. Здесь находятся центр производства знаменитых заволжских пшениц, 2 опытно-производственных хозяйства, госплемптицезавод «Красный Кут», Краснокутская государственная селекционная станция.
Большинство промышленных предприятий связано с переработкой продукции сельского хозяйства, в том числе и завод по переработке и хранению семян сорго. Имеются 2 завода: арматурный (производство пароводозапорной арматуры) и электроагрегатный (оборонного значения).

## Транспорт
Через район проходит железнодорожная линия Приволжской железной дороги Урбах — Астрахань (на территиории района станции Лозиновский, Красный Кут, Усатовский, Лепехинская). От Красного Кута отходит линия на Александров Гай (станция Тимофеево).

## Достопримечательности

Братская могила умерших в госпиталях в городе Красный Кут в годы Великой Отечественной войны

Среди памятников истории и культуры интерес представляют церковь Николая Чудотворца в селе Дьяковка, Свято-Троицкая церковь в городе Красный Кут, церковь во имя Казанской иконы Божией Матери в Логиновке, лютеранская церковь в селе Чкалово.
7 августа 1961 года близ Красного Кута приземлился спускаемый аппарат космического корабля Восток-2, пилотируемого летчиком-космонавтом Г. С. Титовым.
В районе ареал дрофы-красотки.
Рядом с селом Дьяковка находится природная достопримечательность — Дьяковский лес — единственный крупный лесной массив в сухих Заволжских степях, протянувшийся на 19 километров с севера на юг, а с запада на восток — почти на 30. В лесу растут сосна, дуб, берёза, осина, тополь, шелюга, тёрн, боярышник, акация, калина, рябина, ясень, вяз, смородина, черёмуха, ракитник, клён, ветла, ива, орешник и другие породы деревьев и кустарников. Также по соседству с лесом произрастает степная растительность с реликтовыми видами злаков: кювера европейская, мятлик дубравный, дикие рожь и овёс. Есть и более редкие для этих мест растения — папоротники и орхидеи. Обитают волки и лисы, зайцы и косули, кабаны и олени, а также светлый хорь. Этот своеобразный, уникальный уголок заволжской природы представляет собой остатки широко распространённых в прошлом по долинам рек лесов.

## Выдающиеся люди

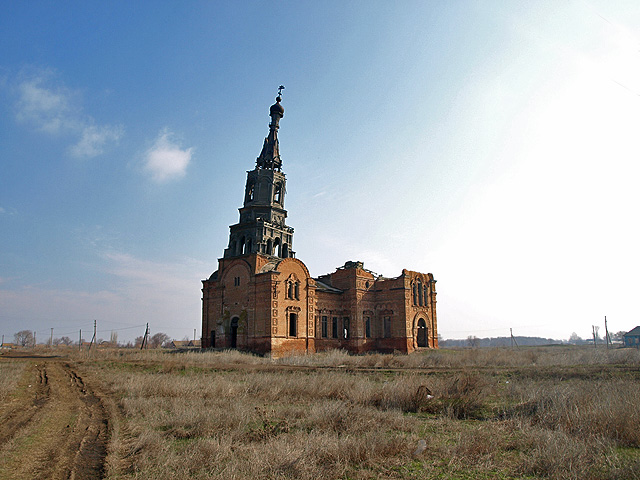
Церковь во имя Казанской иконы Божией Матери

Уроженец села Логиновка Парфён Яковлевич Гопиенко был героем Русско-турецкой войны 1877—1878 годов, за отличия в боях на Шипке трижды награждался Георгиевскими крестами. В конце XIX — начале XX века его попечением перестраивалась (была обложена кирпичом) одна из красивейших церквей Заволжья, расположенный в Логиновке деревянный храм Казанской иконы Божией Матери (окончанию работ помешала Первая мировая война).
Два жителя Краснокутского района удостоены звания Герой Советского Союза. Это уроженец Красного Кута Семён Ильич Харламов — боевой лётчик, совершивший за годы Великой Отечественной войны более 700 боевых вылетов, и уроженец села Карпёнка Александр Фёдорович Симоненко, действовший в танковом десанте по тылам противника.
8 жителей Краснокутского района участвовали в боевых действиях в Афганистане. Погибли: Александр Пархоменко (посмертно награждён Орденом Красной Звезды), Раис Масеев (посмертно награждён Орденом Красной Звезды), Шакир Бугулюб (посмертно награждён Орденом Красной Звезды), Анатолий Беленко, (посмертно награждён Орденом Красной Звезды).
54 жителя района были ликвидаторами последствий катастрофы на Чернобыльской АЭС. 9 из них награждены Орденом Мужества.